# Октябрьский район (Киров)
Октя́брьский райо́н — один из четырёх городских административных районов города Кирова в Кировской области России.

## География
Район занимает северную часть города. С южной стороны по улице Северное кольцо проходит его граница с Первомайским районом. Затем граница поворачивает в юго-восточном направлении, идёт по Октябрьскому проспекту, в районе троллейбусного парка Октябрьский проспект разворачивается на юг, а граница продолжается по улице Карла Маркса вплоть до улицы Дрелевского. На пересечении улиц Дрелевского и Карла Маркса граница уже с Ленинским районом поворачивает на запад, после здания Законодательного собрания, она поднимается чуть выше и продолжается по улице Московской в западном направлении до городской черты.
Крупнейший по площади район Кирова, обладает мощным промышленным потенциалом. На его территории расположены заводы "Авитек", электромашиностроительный завод «Лепсе», Кировский завод по обработке цветных металлов, Кировский машзавод 1 Мая, всего около пятисот промышленных предприятий и 3400 предприятий в целом.
Жилой фонд района составляет около 4000 жилых домов, население около 150 тысяч человек. В районе находятся крупнейшие в городе учебные заведения: Вятский государственный университет и Кировский авиационный техникум, главная площадь города — Театральная, Кировский драматический театр, здание областного Законодательного собрания и Правительства области.

## История
23 июня 1936 года город Киров был разделён на три района. Территория нынешнего района вошла в состав Сталинского района. 2 января 1957 года Ждановский район был ликвидирован, часть его территории вошла в состав Сталинского района, а сам район переименован в Октябрьский. 30 сентября 1958 года по 31 мая 1962 года район был упразднён.
31 марта 1972 года часть территории района была передана во вновь образованный Первомайский район.

## Население
| 1970     | 1979     | 1989     | 2002     | 2009     | 2010     | 2012     | 2013     | 2014     |
| -------- | -------- | -------- | -------- | -------- | -------- | -------- | -------- | -------- |
| 166 211  | ↘141 580 | ↗156 143 | ↘151 210 | ↘146 303 | ↗146 370 | ↗147 755 | ↗149 864 | ↗151 165 |
| 2015     | 2016     | 2017     | 2018     | 2019     | 2020     | 2021     |          |          |
| ↗151 692 | ↗151 958 | ↗152 925 | ↗153 952 | ↗155 546 | ↗157 174 | ↘128 963 |          |          |

## Административное подчинение

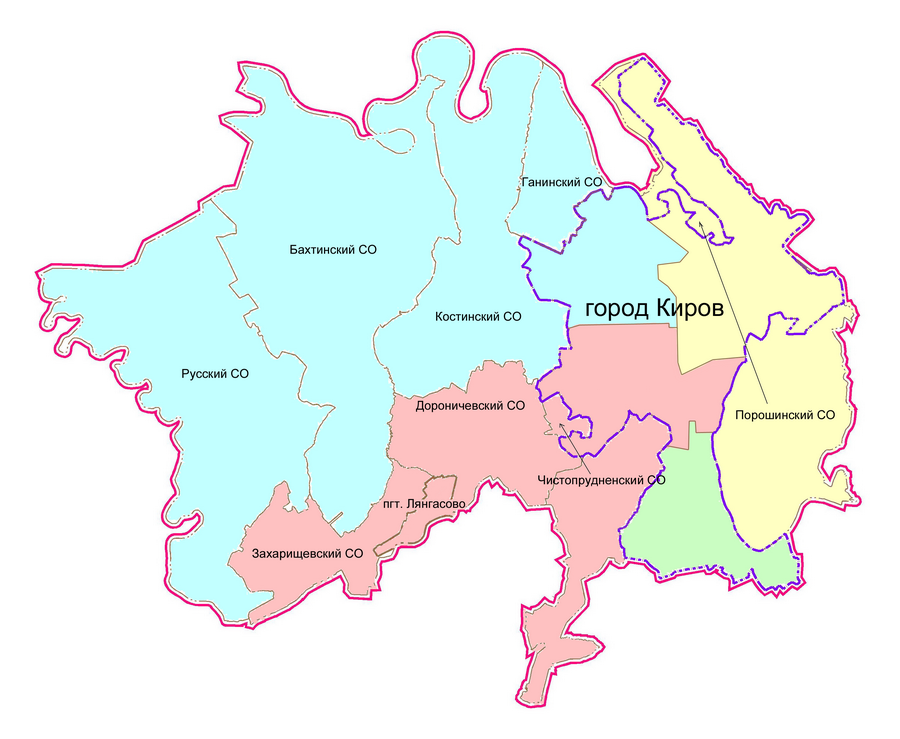
Районы города Кирова с подчинёнными территориями:
Октябрьский район
Нововятский район
Первомайский район
Ленинский район

Кроме микрорайонов, району также административно подчинены 72 населённых пункта, ранее входившие в Костинский, Ганинский, Бахтинский и Русский сельские округа (ныне входящих в состав муниципального образования город Киров) и располагающиеся с северной и северо-западной стороны от города.
| №  | Населённый пункт | Тип нп       | Население |
| -- | ---------------- | ------------ | --------- |
| 1  | 14 км            | ж.д. будка   | 0         |
| 2  | 17 км            | ж.д. казарма | 0         |
| 3  | Балезинщина      | деревня      | 82        |
| 4  | Барановская      | деревня      | 2         |
| 5  | Бахта            | село         | 13        |
| 6  | Башарово         | деревня      | 46        |
| 7  | Большая Гора     | деревня      | 404       |
| 8  | Большие Кушовы   | деревня      | 16        |
| 9  | Боровые          | деревня      | 5         |
| 10 | Булдаки          | деревня      | 4         |
| 11 | Быково           | деревня      | 0         |
| 12 | Вересниковщина   | деревня      | 20        |
| 13 | Верещагино       | деревня      | 49        |
| 14 | Ганино           | посёлок      | 2605      |
| 15 | Гари             | деревня      | 0         |
| 16 | Головановы       | деревня      | 6         |
| 17 | Гуси             | деревня      | 30        |
| 18 | Елпаши           | деревня      | 0         |
| 19 | Загоски          | деревня      | 34        |
| 20 | Зубари           | деревня      | 5         |
| 21 | Зубковы          | деревня      | 0         |
| 22 | Зуевская         | деревня      | 34        |
| 23 | Канахины         | деревня      | 5         |
| 24 | Караваевы        | деревня      | 1         |
| 25 | Кисели           | деревня      | 2         |
| 26 | Колобовщина      | деревня      | 70        |
| 27 | Колпаки          | деревня      | 2         |
| 28 | Коробовская      | деревня      | 4         |
| 29 | Костино          | посёлок      | ↘3362     |
| 30 | Кривели          | деревня      | 3         |
| 31 | Куликовская      | деревня      | 13        |
| 32 | Леденцовы        | деревня      | 0         |
| 33 | Лисицины         | деревня      | 4         |
| 34 | Лом              | деревня      | 0         |
| 35 | Луговики         | деревня      | 0         |
| 36 | Малая Гора       | деревня      | 137       |
| 37 | Малые Кушовы     | деревня      | 10        |
| 38 | Мараки           | деревня      | 13        |
| 39 | Марьино          | деревня      | 0         |
| 40 | Масленики        | деревня      | 11        |
| 41 | Матанцы          | деревня      | 9         |
| 42 | Матанцы          | ж.д. станция | 40        |
| 43 | Монастырская     | деревня      | 25        |
| 44 | Нагорье          | деревня      | 1         |
| 45 | Нагоряна         | деревня      | 6         |
| 46 | Оверинцы         | деревня      | 54        |
| 47 | Опушни           | деревня      | 14        |
| 48 | Пересторонцы     | деревня      | 27        |
| 49 | Першино          | деревня      | 25        |
| 50 | Пестовы          | деревня      | 59        |
| 51 | Петуховы         | деревня      | 20        |
| 52 | Подборные        | деревня      | 11        |
| 53 | Подозерье        | деревня      | 25        |
| 54 | Пушкари          | деревня      | 3         |
| 55 | Репки            | деревня      | 9         |
| 56 | Родинцы          | деревня      | 18        |
| 57 | Рожни            | деревня      | 16        |
| 58 | Русское          | село         | 1303      |
| 59 | Садаковский      | посёлок      | 2072      |
| 60 | Садаковы         | деревня      | 1         |
| 61 | Севастьяновы     | деревня      | 11        |
| 62 | Сергеево         | деревня      | 129       |
| 63 | Сосновый         | посёлок      | 380       |
| 64 | Студенец         | деревня      | 38        |
| 65 | Сумароки         | деревня      | 3         |
| 66 | Тростинка        | ж.д. станция | 0         |
| 67 | Удаловщина       | деревня      | 0         |
| 68 | Хабаровы         | деревня      | 71        |
| 69 | Чарушины         | деревня      | 26        |
| 70 | Шубино           | деревня      | 243       |
| 71 | Эсауловы         | деревня      | 21        |
| 72 | Ямново           | деревня      | 16        |